# Ahl (Bad Soden-Salmünster)
Ahl ist neben Alsberg, Bad Soden, Hausen, Eckardroth, Katholisch-Willenroth, Kerbersdorf, Mernes, Romsthal, Salmünster und Wahlert ein Stadtteil von Bad Soden-Salmünster, im osthessischen Main-Kinzig-Kreis.

## Geographie

### Geographische Lage

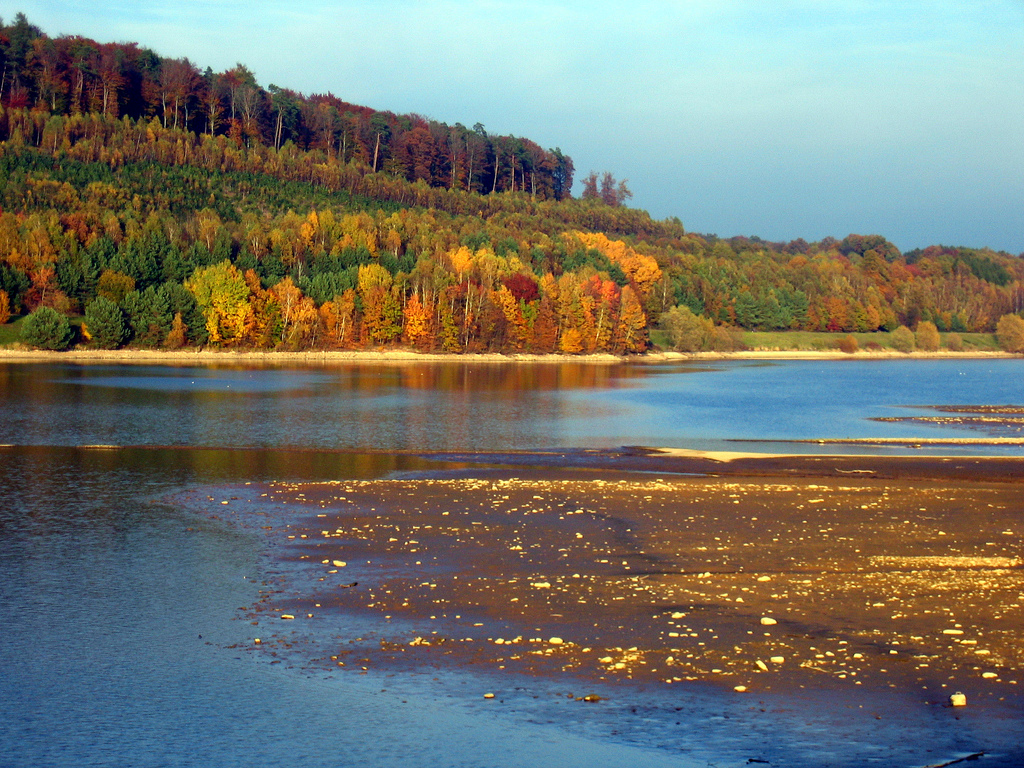
Kinzigtalsperre bei Ahl

Ahl liegt im Main-Kinzig-Kreis am Nordrand des Spessarts im Kinzigtal, unweit des Kinzigstausees.

### Nachbarorte
Ahl grenzt im Norden an den Ort Marborn (Ortsteil von Steinau an der Straße), im Osten an Steinau an der Straße und an den Gutsbezirk Spessart, im Süden an Salmünster, im Westen an Bad Soden und im Nordwesten an Romsthal (Ortsteil von Bad Soden-Salmünster).
| Eckardroth, Romsthal, Wahlert |                                             | Marborn, Steinau an der Straße |
| Bad Soden                     | Kompassrose, die auf Nachbargemeinden zeigt | Seidenroth                     |
| Salmünster                    |                                             | Alsberg                        |

## Geschichte

### Mittelalter
Die älteste bekannte schriftliche Erwähnung von Ahl erfolgte unter dem Namen Alda im Jahr 1326.
Der Ort gehörte den Herren von Hutten, die ihn 1540 an Kurmainz verkauften.

### Neuzeit
1734 trat Kurmainz den Ort an die Fürstabtei Fulda ab. 1816 kam Ahl durch die Beschlüsse des Wiener Kongresses an das Kurfürstentum Hessen.
Im Zweiten Weltkrieg wäre Ahl beinahe zerstört worden. Nachdem amerikanische Soldaten im März 1945 das Dorf eroberten, beschossen versprengte deutsche Soldaten aus dem Hinterhalt einen amerikanischen Panzer und töteten einen Soldaten. Die daraufhin auf den Abend des 1. April (Ostersonntag) terminierte Zerstörung des Dorfes wurde im letzten Moment, nachdem die Dorfbewohner bereits evakuiert waren, durch die Fürsprache eines britischen Kriegsgefangenen, Major Geoffrey Bedding, verhindert. Bis heute wird deshalb in Ahl der 1. April als Erinnerungstag begangen.

### Gebietsreform
Zum 1. April 1972 wurde die bis dahin selbständige Gemeinde Ahl im Zuge der Gebietsreform in Hessen auf freiwilliger Basis in die Stadt Bad-Soden bei Salmünster eingegliedert. Diese Gemeinde wurde dann am 1. Juli 1974 mit der Stadt Salmünster und der Gemeinde Mernes kraft Landesgesetz zur neuen Stadt Bad Soden-Salmünster zusammengeschlossen. Für den Stadtteil Ahl wurde ein Ortsbezirk mit Ortsbeirat und Ortsvorsteher nach der Hessischen Gemeindeordnung eingerichtet.

### Staats- und Verwaltungsgeschichte im Überblick
Die folgende Liste zeigt die Staaten und Verwaltungseinheiten, denen Ahl angehört(e):
- vor 1540: Heiliges Römisches Reich, huttisches Dorf im Amt Stolzenberg
- ab 1540: Heiliges Römisches Reich, zu 4⁄5 an Kurmainz verpfändet, Amt Salmünster
- ab 1742: Heiliges Römisches Reich, Hochstift Fulda, Amt Salmünster
- ab 1803: Heiliges Römisches Reich, Nassau-Oranien-Fulda, Amt Salmünster
- 1806–1810: Staat des Fürstprimas, Fürstentum Fulda, Amt Salmünster
- 1810–1813: Großherzogtum Frankfurt, Departement Fulda, Distrikt Salmünster
- ab 1816: Kurfürstentum Hessen, Großherzogtum Fulda, Stadt und Amt Salmünster
- ab 1821: Kurfürstentum Hessen, Provinz Hanau, Kreis Salmünster (Trennung zwischen Justiz (Justizamt Salmünster (ab 1822)) und Verwaltung)
- ab 1830: Kurfürstentum Hessen, Provinz Hanau, Kreis Schlüchtern
- ab 1848: Kurfürstentum Hessen, Bezirk Hanau
- ab 1854: Kurfürstentum Hessen, Provinz Hanau, Kreis Schlüchtern
- ab 1867: Königreich Preußen, Provinz Hessen-Nassau, Regierungsbezirk Kassel, Kreis Schlüchtern
- ab 1871: Deutsches Reich, Königreich Preußen, Provinz Hessen-Nassau, Regierungsbezirk Kassel, Kreis Schlüchtern
- ab 1918: Deutsches Reich, Freistaat Preußen, Provinz Hessen-Nassau, Regierungsbezirk Kassel, Kreis Schlüchtern
- ab 1944: Deutsches Reich, Freistaat Preußen, Provinz Nassau, Kreis Schlüchtern
- ab 1945: Deutsches Reich, Amerikanische Besatzungszone, Groß-Hessen, Regierungsbezirk Wiesbaden, Kreis Schlüchtern
- ab 1946: Deutsches Reich, Amerikanische Besatzungszone, Hessen, Regierungsbezirk Wiesbaden, Kreis Schlüchtern
- ab 1949: Bundesrepublik Deutschland, Hessen, Regierungsbezirk Wiesbaden, Kreis Schlüchtern
- ab 1968: Bundesrepublik Deutschland, Hessen, Regierungsbezirk Darmstadt, Kreis Schlüchtern
- ab 1974: Bundesrepublik Deutschland, Hessen, Regierungsbezirk Darmstadt, Main-Kinzig-Kreis

## Bevölkerung

### Einwohnerstruktur 2011
Nach den Erhebungen des Zensus 2011 lebten am Stichtag, dem 9. Mai 2011, in Ahl 582 Einwohner. Darunter waren 18 (3,1 %) Ausländer. Nach dem Lebensalter waren 81 Einwohner unter 18 Jahren, 237 zwischen 18 und 49, 138 zwischen 50 und 64 und 126 Einwohner waren älter. Die Einwohner lebten in 252 Haushalten. Davon waren 69 Singlehaushalte, 66 Paare ohne Kinder und 87 Paare mit Kindern, sowie 24 Alleinerziehende und 3 Wohngemeinschaften. In 45 Haushalten lebten ausschließlich Senioren/-innen und in 156 Haushaltungen lebten keine Senioren/-innen.

### Einwohnerentwicklung
| Quelle: Historisches Ortslexikon |                                           |
| • 1668:                          | 09 Herdstätten mit 27 Familienangehörigen |
| • 1789:                          | 34 Bauern und Hüttner                     |
| • 1812:                          | 32 Feuerstellen, 170 Seelen               |

| Ahl: Einwohnerzahlen von 1812 bis 2011 | Ahl: Einwohnerzahlen von 1812 bis 2011 | Ahl: Einwohnerzahlen von 1812 bis 2011 | Ahl: Einwohnerzahlen von 1812 bis 2011 | Ahl: Einwohnerzahlen von 1812 bis 2011 |
| --- | -------------------------------------- | -------------------------------------- | -------------------------------------- | -------------------------------------- |
| Jahr |                                        |                                        |                                        | Einwohner                              |
| 1812 | 1812                                   |                                        | 170                                    | 170                                    |
| 1834 | 1834                                   |                                        | 315                                    | 315                                    |
| 1840 | 1840                                   |                                        | 311                                    | 311                                    |
| 1846 | 1846                                   |                                        | 305                                    | 305                                    |
| 1852 | 1852                                   |                                        | 299                                    | 299                                    |
| 1858 | 1858                                   |                                        | 262                                    | 262                                    |
| 1864 | 1864                                   |                                        | 247                                    | 247                                    |
| 1871 | 1871                                   |                                        | 249                                    | 249                                    |
| 1875 | 1875                                   |                                        | 239                                    | 239                                    |
| 1885 | 1885                                   |                                        | 267                                    | 267                                    |
| 1895 | 1895                                   |                                        | 254                                    | 254                                    |
| 1905 | 1905                                   |                                        | 252                                    | 252                                    |
| 1910 | 1910                                   |                                        | 253                                    | 253                                    |
| 1925 | 1925                                   |                                        | 257                                    | 257                                    |
| 1939 | 1939                                   |                                        | 279                                    | 279                                    |
| 1946 | 1946                                   |                                        | 394                                    | 394                                    |
| 1950 | 1950                                   |                                        | 388                                    | 388                                    |
| 1956 | 1956                                   |                                        | 399                                    | 399                                    |
| 1961 | 1961                                   |                                        | 420                                    | 420                                    |
| 1967 | 1967                                   |                                        | 495                                    | 495                                    |
| 1970 | 1970                                   |                                        | 536                                    | 536                                    |
| 1980 | 1980                                   |                                        | ?                                      | ?                                      |
| 1990 | 1990                                   |                                        | ?                                      | ?                                      |
| 2000 | 2000                                   |                                        | ?                                      | ?                                      |
| 2011 | 2011                                   |                                        | 582                                    | 582                                    |
| Datenquelle: Historisches Gemeindeverzeichnis für Hessen: Die Bevölkerung der Gemeinden 1834 bis 1967. Wiesbaden: Hessisches Statistisches Landesamt, 1968. Weitere Quellen: LAGIS; Zensus 2011 |                                        |                                        |                                        |                                        |

### Historische Religionszugehörigkeit
| Quelle: Historisches Ortslexikon |                                                                   |
| • 1885:                          | 18 evangelische (= 6,74 %), 249 katholische (= 93,26 %) Einwohner |
| • 1961:                          | 35 evangelische (= 8,33 %), 383 katholische (= 91,19 %) Einwohner |

## Politik
Für Ahl besteht, ebenso wie für die anderen Stadtteile von Bad Soden-Salmünster, ein Ortsbezirk nach der Hessischen Gemeindeordnung. Im Ortsbeirat sind die CDU und die GWL vertreten. Bei den Kommunalwahlen 2021 erlangte die CDU (3 Sitze) vor der GWL (2 Sitze), die Mehrheit der Stimmen im Ortsbeirat. Ortsvorsteher ist Reinhold Dietrich (CDU)

## Kultur und Sehenswürdigkeiten

### Bildung

#### Schulen
In Bad Soden befindet sich eine Grundschule. Der benachbarte Ortsteil Salmünster verfügt mit der Henry-Harnischfeger-Schule sowohl über eine Grundschule als auch eine integrierte Gesamtschule, die für das gesamte Umland zuständig ist.
An weiterführenden Schulen sind die Friedrich-August-Genth-Schule, eine (Kooperative Gesamtschule) in Wächtersbach, das Grimmelshausen-Gymnasium in Gelnhausen und das Ulrich-von-Hutten-Gymnasium in Schlüchtern zu nennen.

### Vereine
Eine Reihe von Vereinen prägt das gesellschaftliche Leben in Ahl, darunter sind:
- Sportgemeinschaft Ahl e. V. von 1912. Der Verein verfügt über einen eigenen Sportplatz[9],
- Freiwillige Feuerwehr Ahl e. V.,
- Pfadfinder DPSG,

und Andere. Hinzu kommen übergreifende Vereine der Gesamtgemeinde Bad Soden-Salmünster.

### KircheUnbefleckte Empfängnis Mariae

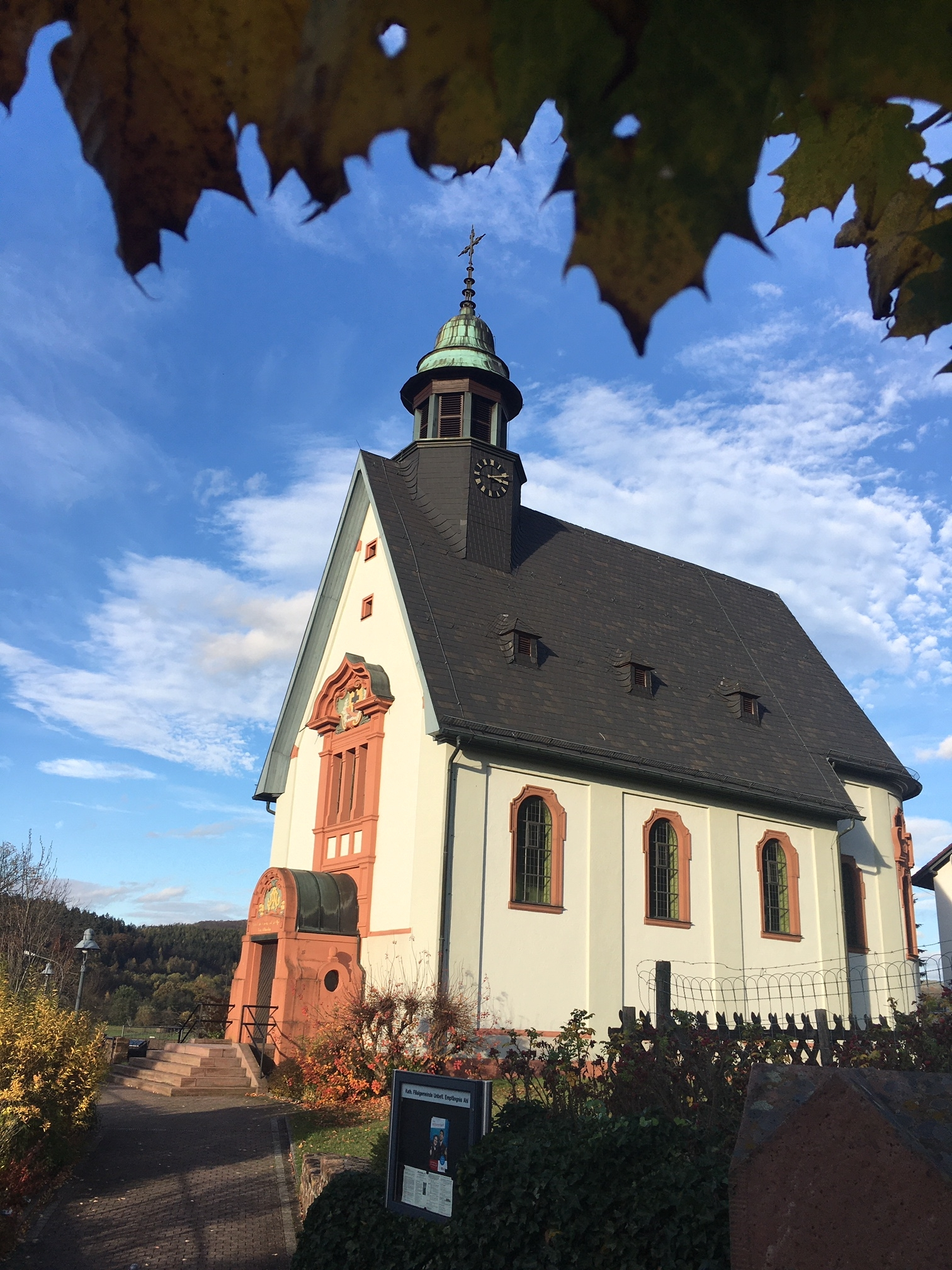
Neobarocke Kirche „Unbefleckte Empfängnis Mariae“ in Ahl

Das Dörfchen Ahl gehörte kirchlich „seit alter Zeit zur Großpfarrei Salmünster“, Pläne zum Bau einer eigenen Kirche im Ort gab es aber schon um 1760. Anfang des 20. Jahrhunderts wurde es durch Gründung eines Kirchenbauvereins im Jahr 1904 konkreter. Auf dem vom Ahler Bürger Franz Johann Ellenbrand zur Verfügung gestellten Grundstück wurde in den Jahren 1912/1913 der Kirchenbau errichtet. Die Pläne für das neobarocke Bauwerk lieferten die Architekten August Greifzu (Mainz) und des Carl Marschall (Göllheim). Die zur Diözese Fulda gehörende Kirche wurde am 6. Oktober 1913 durch den Fuldaer Bischof Joseph Damian Schmitt eingeweiht.
Die einschiffige, hohe, geostete Saalkirche verfügt über 3 Joche. Die Wände, die auf einem Sockel aus regionalem Sandstein ruhen, sind durch Doppelpilaster mit ionischen Kapitellen gegliedert. Der um 1770 geschaffene, barocke Hochaltar stammt aus Altenmittlau. Er ist durch eine zentrale Figurennische gekennzeichnet.

### Mariengrotte Ahl

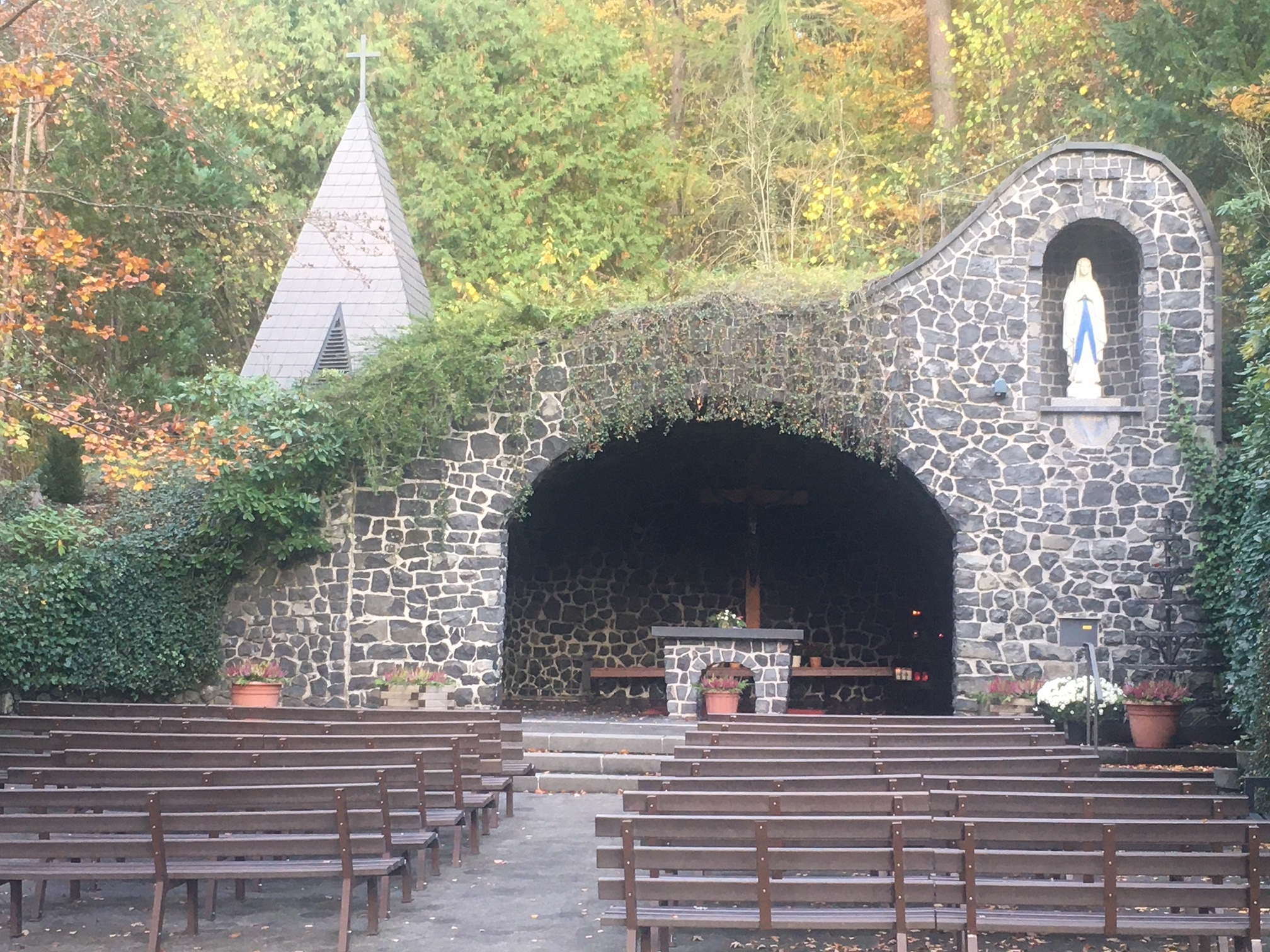
Mariengrotte, in Erinnerung an die Marienerscheinungen in Lourdes 1851

Oberhalb der Kirche wurde, auf Anregung des Seelsorgers von Ahl (1976–1988), Pater Ludwig Böhm ofm, im Jahre 1985/86 im Wald eine Mariengrotte errichtet. Mit ihrem landschaftlichen Charme und der Ausstattung mit vielen Sitzplätzen ist sie für die Ausrichtung von Gottesdiensten unter freiem Himmel gut geeignet. Die Grotte liegt am Beginn des Pilgerweges von Ahl zur Wallfahrtskirche Heilig Kreuz in Alsberg.

## Wirtschaft und Infrastruktur

### Verkehr

#### Nahverkehr
Ganzjährig verkehren in Ahl mehrere Buslinien des KVG. Sie schaffen mit den Linien MKK-80 und MKK-90 öffentliche Verkehrsanschlüsse zu allen Ortsteilen der Gemeinde Bad Soden-Salmünster, aber auch zu den nahen Gemeinden Bad Orb, Steinau an der Straße und Schlüchtern. Es gilt der Tarif des Rhein-Main-Verkehrsverbundes.

#### Straße
Wo früher die alte Handelsstraße Frankfurt–Leipzig verlief, durch den Ort bzw. das Kinzigtal bei Ahl, ziehen heute mehrere Verkehrswege: die BAB 66 Frankfurt–Fulda, weiterhin ein Abschnitt der Deutschen Märchenstraße von Salmünster nach Steinau an der Straße.

#### Bahn
Der nächste Bahnhof befindet sich im Ortsteil Salmünster an der Bahnstrecke Fulda–Frankfurt. Hier verkehrt die Regionalbahn, im Bereich Wächtersbach–Frankfurt im Stundentakt. Der nächste behindertengerecht ausgebaute Bahnhof befindet sich in Wächtersbach. Anschluss an Intercity (IC) und Intercity-Express (ICE) gibt es in Fulda, Hanau und Frankfurt.

#### Fahrrad
Ahl hat Anschluss an den Hessischen Radfernweg R3. Er führt als „Rhein-Main-Kinzig-Radweg“ von Rüdesheim nach Tann in der Rhön. Weiterhin besteht in Wächtersbach Anschluss an den Vogelsberger Südbahnradweg.

### Freiwillige Feuerwehr Ahl
Am 30. November 1934 ist in Ahl eine Freiwillige Feuerwehr gegründet worden. Schon 1935 weist sie 30 Mitglieder aus. Es waren fast alle Landwirte und Hausbesitzer in die Freiwillige Feuerwehr eingetreten.
Am 5. Dezember 1970 wurde eine Jugendwehr gegründet.
Personalstärke der Einsatzabteilung beträgt 25 Personen, die der Jugendfeuerwehr 3 Personen. Die Einsatz- und Gefahrenschwerpunkte sind:
- das Umspannwerk
- die Schienenverkehrswege
- die Kinzigtalsperre.

### Bürgerhaus
Das Bürgerhaus „Alte Schule Ahl“ verfügt über einen großen Festsaal (120 m²), der je nach Art der Veranstaltung 100 bis 120 Personen aufnehmen kann. Neben der kommunalen Nutzung kann das Bürgerhaus auch für private Veranstaltungen aller Art, Familienfeiern, Präsentationen, Seminare und Ähnliches gebucht werden.

## Freizeit und Tourismus

### Jakobsweg 16

Symbol der Jakobsmuschel als Wegweiser am Jakobsweg

Der „Jakobsweg 16“ ist einer der in den letzten Jahren neu gekennzeichneten Pilgerwege, der durch Ahl führt. Er startet in Fulda und endet in Mainz bzw. Trier. Er fügt sich ein in das Netz der Jakobswege, die über Frankreich ins spanische Santiago de Compostela führen.

## Persönlichkeiten

### Ehrenbürger

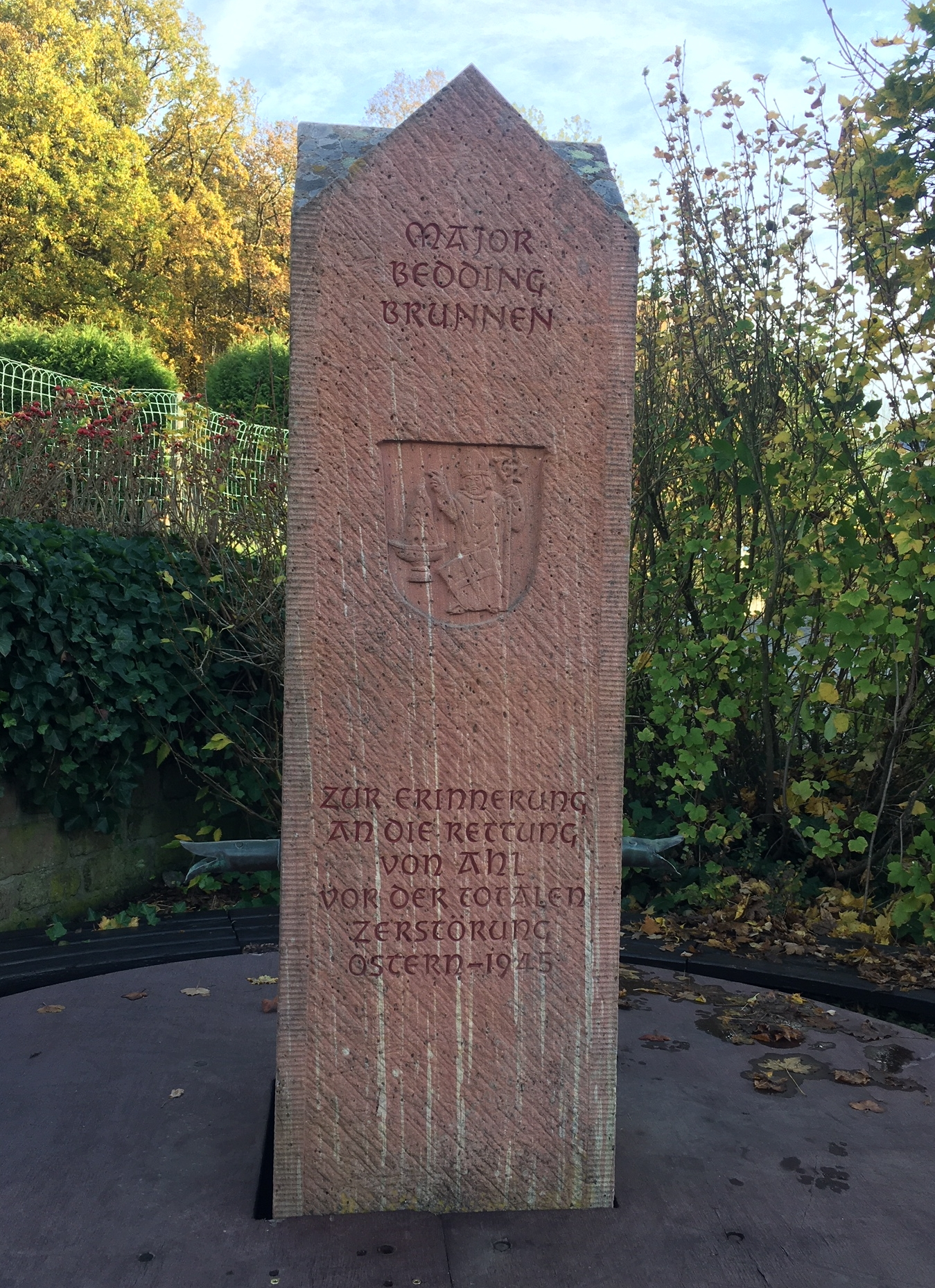
Brunnen zu Ehren von Major Geoffrey Bedding in Ahl

- Thomas Geoffrey Bedding (Major der New Zealand Army) rettete kurz vor Ostern 1945, gemeinsam mit einem englischen Arzt, die Gemeinde Ahl vor der Zerstörung durch die Alliierten[17]. An ihn und seine Tat erinnert eine Brunnenstele, der „Major Bedding Brunnen“, unterhalb der Kirche.

### Töchter und Söhne von Ahl
- Franz Johann Ellenbrand, stellte 1912 ein Grundstück für den Bau einer Kirche im Ort zur Verfügung.

### Mit Ahl verbundene Persönlichkeiten
- Ludwig Böhm, Franziskanerpater, war 12 Jahre lang, von 1976 bis 1988, Seelsorger von Ahl. Auf seine Anregung hin wurde in den Jahren 1985/86 unter engagierter Beteiligung der Bevölkerung am Ortsrand von Ahl eine in die Landschaft eingebundene Mariengrotte errichtet. Sie erinnert an die Marienerscheinungen in Lourdes (Frankreich) im Jahr 1851. Sie ist jetzt ein gern besuchter Wallfahrts- und Andachtsort.